# Oleanîțea, Trosteaneț
Oleanîțea (în ucraineană Оляниця) este o comună în raionul Trosteaneț, regiunea Vinnița, Ucraina, formată numai din satul de reședință.

## Demografie
Componența lingvistică a satului Oleanîțea
     Ucraineană (99,33%)
     Alte limbi (0,52%)
Conform recensământului din 2001, majoritatea populației satului Oleanîțea era vorbitoare de ucraineană (99,33%), existând în minoritate și vorbitori de alte limbi.